# Alen Muratović
Alen Muratović (23 de octubre de 1979, Nikšić, Montenegro), más conocido como Muratović, es un exbalonmanista que jugaba en la posición de lateral izquierdo. En el pasado militó en el SG Flensburg-Handewitt, Club Balonmano Valladolid, durante 3 temporadas y el Club Balonmano Cangas durante 2 temporadas llevando a este último a conseguir la clasificación para la Copa EHF.
En mayo de 2009 se rompió el hombro derecho cuando jugaba en el SG Flensburg-Handewitt y como no lograba recuperarse, en mayo de 2010 llegó a un acuerdo con el club para rescindir su contrato. Pero en agosto de 2013 después de cuatro años sin jugar profesionalmente, fichó por el Club Balonmano Cangas.

## Equipos
- RK Lovćen Cetinje (??-2003)
- Club Balonmano Cangas (2003-2005)
- BM Valladolid (2005-2008)
- SG Flensburg-Handewitt (2008-2010)
- Club Balonmano Cangas (2013-2021)
- Club Balonmán Cañiza (2022-act.)